# Edmond Denys
Edmond Denys (Roeselare, 10 mei 1865 – Lichtervelde, 14 februari 1923), was een priester en auteur. Hij is vooral bekend als de pastoor  van de Vlaamse seizoensarbeiders in Frankrijk, de zogenaamde ‘Franschmans’.

## Biografie
Edmond Denys werd in Roeselare geboren als kind van fabrieksarbeiders. Ondanks zijn bescheiden afkomst slaagden zijn ouders erin hem te laten studeren aan het Klein Seminarie om daarna priesterstudies aan te vatten. Hij wou missionaris worden, maar de bisschop benoemde hem als leraar aan het Sint-Lodewijkscollege in Brugge. Daar toonde hij zich nauw betrokken met de sociale en politieke beweging van die tijd. Het christelijk syndicalisme stond in de kinderschoenen.
In 1902 kreeg Denys dan toch een ‘missie’ toegewezen, zij het geen gebruikelijke. Hij werd verantwoordelijk voor acht noordelijke departementen in Frankrijk. In die tijd werkten duizenden Vlamingen als seizoenarbeiders in Noord-Frankrijk, vooral in de landbouw en steenbakkerijen.  Het socialisme was in Frankrijk in volle opmars. Om de 15.000 West-Vlamingen  te behoeden van deze ‘goddeloze’ stroming en om ook te vermijden dat bepaalde strekkingen in de katholieke kerk, zoals het Daensisme, hen zouden beïnvloeden, werd besloten een priester van eigen bodem mee te sturen met de seizoensarbeiders.
Door zijn gemoedelijk karakter en aandacht voor de armen slaagde ‘Pasterke Denys’ erin het vertrouwen van de ‘Fransmans’ te winnen. Hij bezocht hen overal in het Franse platteland en maande hen aan naar de lokale kerk te gaan. Hij sprak iedereen vertrouwelijk aan en noemde hen ‘maatje’. Vooral zijn preken in de West-Vlaamse en Franse kerken waren begeesterend voor de toehoorders. Hij waarschuwde hen voor het goddeloze, zedeloosheid en drankmisbruik, zo ver weg van de thuisbasis. Om het contact met het vaderland te behouden richtte Denys met nog enkele anderen zoals Achiel Denys en Edward Vermeulen (ook gekend als Warden Oom). Een krant op die regelmatig opgestuurd werd, ‘De stem van het Vaderland’. Denys richtte ook een ziekenkas op voor steun bij ziekte en overlijden.
Pasterke Denys werd op 4 augustus 1914 door de bisschop aangesteld als pastoor van Klerken. Die dag brak ook de Eerste Wereldoorlog uit. Na enkele maanden verblijf in Klerken moest hij net zoals de nog overblijvende bevolking van de gemeente in de frontlinie het dorp verlaten. Het relaas van zijn wedervaren in de oorlog stelde hij te boek in het werk ‘Uitgedreven’.  Na de oorlog mocht hij zich opnieuw om zijn Fransmans bekommeren. Zijn gezondheid ging er echter op achteruit. Daar zijn thuisstad Roeselare nog in volle heropbouw was, vestigde hij zich in een woning in Lichtervelde. Hij overleed er een jaar later. In 1929 werd zijn lichaam overgebracht naar de Stedelijke begraafplaats in Roeselare, dit onder ruime belangstelling.
In het stadhuis van Roeselare hangt nog een portret van Pasterke Denys geschilderd door Gaston Vallaeys. In Lichtervelde werd in de jaren 1970 een straat naar hem genoemd, de Pastoor Denyslaan.
Denys correspondeerde ook met Guido Gezelle. Meer informatie hierover is terug te vinden op www.gezelle.be

## Publicaties
- Onafhankelijk Congoland, 1910.
- Uitgedreven, 1920.